# 릴샴
릴샴(Lil Cham, 본명: 김하슴, 1991년 2월 20일 ~ )은 대한민국의 래퍼이다, 전 소속사는 팩토리보이 레코즈이며 NEON 크루에 소속되어있다.

## 음반 목록
- 내 방으로 와 (2012년)
- Muse (2013년)
- DONE (2013년)
- 나빠 (2013년)
- Why So Serious (2013년, 팩토리보이 레코즈 단체 싱글)
- Bad Girls` Anthem (2014년)
- All (2014년)
- Him (2014년)
- Cham (2014년, 정규앨범)
- Feedback (피드백) (2015년, 키썸과 보라, 제이스와의 합작 싱글)